# 宇佐美敏晴
宇佐美 敏晴（うさみ としはる、1947年8月5日〈昭和22年〉 - 2018年〈平成30年〉6月19日）は、愛媛県出身のプロ野球選手（投手）。

## 来歴
西条高校では、1965年の夏の甲子園予選北四国大会の県予選準々決勝に進出するが、北宇和高に敗退。三塁手、右翼手もこなし、夏の甲子園県予選では右翼手、三番打者として打率.250をマークした。宇佐美選手は投手、三塁手、外野手と 広いポジションをこなし、 また打っては三番打者として強打を発揮した。 三年生、182㌢、72㌔、右投げ右打ち。
1965年のドラフト会議で読売ジャイアンツから6位指名され入団。読売ジャイアンツ、セ・リーグ巨人は、西条高投手、 宇佐美敏晴選手（18）の入団を発表した。 
宇佐美選手（18）の話 「すきな道だから、野球をやる以上、 プロでやりたいと夢をもっていた。 しかも一番好きなジャイアンツに入団することが できたのだから、こんなうれしいことはない。 自分のもつ力をいっぱいだしきって一生懸命勉強し、 りっぱな選手になりたい。 藤田コーチもいることだから投手としてやっていきたい。 それがわたしを育ててくれた人たちへの ご恩返しと思っています。まだ背番号はわかりませんが、 二月五日から宮崎のキャンプに参加しろということなので、 その時に新しいユニホームを着ます。」
1967年にはジュニアオールスターに出場。同年10月11日に広島を相手に一軍初先発。10月14日には中日との対戦で5回からリリーフ、その後を無失点で投げ抜きプロ初勝利を記録した。10月16日の大洋との最終戦でも先発するが、早々に打込まれ降板。翌年以降は故障もあって一軍での登板機会はなく、外野手への転向を図るが、1970年限りで引退。上手からの速球とドロップを武器とした。
引退後故郷に帰り1971年に地元で会社を設立。西条リトルの総監督も務めた。
2018年6月19日、癌により死去した。亡くなった後に親友の堀内恒夫が宇佐美の元に駆けつけ、エピソードが綴られている。

## 人物

### エピソード
- 堀内恒夫とはドラフトの同期入団で、親友である[5]。宇佐美が引退後に愛媛で生活してから、堀内が愛媛の野球のイベントに来る際は参加したり、食事をしたりと親交が続いていた[4][5][7][8][9][10]。
- 「ハーフみたいな顔立ちで男前」と堀内が語っている[11]。

### 家族
- 高校時代から付き合って結婚した妻[4]と3人の娘がいる[6]。

## 詳細情報

### 年度別投手成績
| 年 度     | 球 団     | 登 板 | 先 発 | 完 投 | 完 封 | 無 四 球 | 勝 利 | 敗 戦 | セ 丨 ブ | ホ 丨 ル ド | 勝 率 | 打 者 | 投 球 回 | 被 安 打 | 被 本 塁 打 | 与 四 球 | 敬 遠 | 与 死 球 | 奪 三 振 | 暴 投 | ボ 丨 ク | 失 点 | 自 責 点 | 防 御 率 | W H I P |
| --------- | --------- | ----- | ----- | ----- | ----- | -------- | ----- | ----- | -------- | ----------- | ----- | ----- | -------- | -------- | ----------- | -------- | ----- | -------- | -------- | ----- | -------- | ----- | -------- | -------- | ------- |
| 1967      | 巨人      | 3     | 2     | 0     | 0     | 0        | 1     | 1     | --       | --          | .500  | 47    | 10.1     | 11       | 1           | 5        | 0     | 1        | 6        | 1     | 0        | 6     | 5        | 4.50     | 1.55    |
| 通算：1年 | 通算：1年 | 3     | 2     | 0     | 0     | 0        | 1     | 1     | --       | --          | .500  | 47    | 10.1     | 11       | 1           | 5        | 0     | 1        | 6        | 1     | 0        | 6     | 5        | 4.50     | 1.55    |

### 背番号
- 47 （1966年 - 1970年）